# وادي النقيع
النقيع وادي فحل من أودية الحجاز، يقع جنوب المدينة المنورة. يعد من أكبر روافد وادي العقيق

## ما ذكرة المؤرخون

### ابن شبة
قال عمر بن شبة
- «مَا جَاءَ فِي النَّقِيعِ .
- حَدَّثَنَا الْقَعْنَبِيُّ قَالَ: حَدَّثَنَا عَبْدُ اللَّهِ بْنُ عُمَرَ بْنِ حَفْصِ بْنِ عُمَرَ بْنِ الْخَطَّابِ، عَنْ نَافِعٍ، عَنِ ابْنِ عُمَرَ رَضِيَ اللَّهُ عَنْهُمَا، «أَنَّ رَسُولَ اللَّهِ صَلَّى اللهُ عَلَيْهِ وَسَلَّمَ حَمَى النَّقِيعَ لِخَيْلِ الْمُسْلِمِينَ تُرْعَى فِيهِ» حَدَّثَنَا مُحَمَّدُ بْنُ حَاتِمٍ قَالَ: حَدَّثَنَا الْحِزَامِيُّ قَالَ: حَدَّثَنَا مَعْنٌ قَالَ: حَدَّثَنَا عَبْدُ اللَّهِ بْنُ عُمَرَ، عَنْ نَافِعٍ، عَنِ ابْنِ عُمَرَ رَضِيَ اللَّهُ عَنْهُمَا، أَنَّ النَّبِيَّ صَلَّى اللهُ عَلَيْهِ وَسَلَّمَ حَمَى النَّقِيعَ لِلْخَيْلِ، وَحَمَى الرَّبَذَةَ لِلصَّدَقَةِ
- قَالَ: وَحَدَّثَنَا الْحِزَامِيُّ قَالَ: حَدَّثَنَا عَبْدُ اللَّهِ بْنُ نَافِعٍ، عَنْ عَاصِمِ بْنِ عُمَرَ، عَنْ عَبْدِ اللَّهِ بْنِ دِينَارٍ، عَنِ ابْنِ عُمَرَ رَضِيَ اللَّهُ عَنْهُمَا، أَنَّ رَسُولَ اللَّهِ صَلَّى اللهُ عَلَيْهِ وَسَلَّمَ حَمَى قَاعَ النَّقِيعِ لِخَيْلِ الْمُسْلِمِينَ حَدَّثَنَا هَارُونُ بْنُ مَعْرُوفٍ قَالَ: حَدَّثَنَا ضَمْرَةُ بْنُ رَبِيعَةَ، عَنْ رَجَاءِ بْنِ جَمِيلٍ، أَنَّ رَسُولَ اللَّهِ صَلَّى اللهُ عَلَيْهِ وَسَلَّمَ حَمَى وَادِيَ نَخِيلٍ لِلْخَيْلِ الْمُضَمَّرَةِ
- حَدَّثَنَا مُحَمَّدُ بْنُ يَحْيَى قَالَ: حَدَّثَنَا سُفْيَانُ بْنُ عُيَيْنَةَ، عَنْ عَبْدِ اللَّهِ بْنِ نَوْفَلِ بْنِ مُسَاحِقٍ، «أَنَّ النَّبِيَّ صَلَّى اللهُ عَلَيْهِ وَسَلَّمَ حَمَى النَّقِيعَ لِخَيْلِهِ»».[1]

### البکري الاندلسي
قال البکري الاندلسي
.«بفتح أوّله، و كسر ثانيه، بعده ياء، و عين مهملة: موضع تلقاء المدينة، بينها و بين مكة، على ثلاث مراحل من مكة، بقرب قدس، قد تقدّم ذكره في رسم ثهمد، و في رسم لأى.»
قال زهير

### الإسكندري
قال نصر الإسكندري
«و أما بفتح النون و كسر القاف: قرب  المدينة ، كان النبي صلى اللّه عليه و سلم أحماه لخيله، و له هناك مسجد يقال له مقمّل ، و هو من ديار مزينة ، و جاء في الشعر: النّقعاء ، و بين النّقيع و  المدينة عشرون فرسخا، ذكره في الحفير.»

### الحازمي الهمداني
قال الحازمي الهمداني
«أوله نون مفتوحه ثمّ قاف مكسوره -: حمى النقيع على عشرين ميلاً، أو نحو ذلك من المدينة، كان النّبي صلّى الله عليه وسلّم حماه لخيله، وله هناك مسجد يقال له مقمل، وهو من ديار مزينه.»

### یاقوت الحموي
قال ياقوت الحموي
«نقِيع: (بالفتح ثم الكسر، وياء ساكنه، وعين مهمله)، والنقيع في اللغه: القاع، عن الخطّابي، والنقيع في قول غيره: الموضع الذي يستنقع فيه الماء، وبه سمي هذا الموضع، عن عياض، وقال الأزهري: وأما اللبن الذي يبرّد فهو النقيع والنقيعه وأصله من أنقعت اللبن فهو نقيع ولا يقال منقع ولا يقولون نقيعه ، وهو نقيع الخضمات: موضع حماه عمر بن الخطاب، رضي الله عنه، لخيل المسلمين وهو من أوديه الحجاز يدفع سيله إلى المدينة يسلكه العرب إلى مكه منه، وحمى النقيع على عشرين فرسخا أو نحو ذلك من المدينة، وفي كتاب نصر: النقيع موضع قرب المدينة كان لرسول الله، صلّى الله عليه وسلّم، حماه لخيله وله هناك مسجد يقال له مقمّل وهو من ديار مزينه، وبين النقيع والمدينة عشرون فرسخا، وهو غير نقيع الخضمات، وكلاهما بالنون والباء فيهما خطأ، وعن الخطابي وغيره قال القاضي عياض: النقيع الذي حماه النبي، صلّى الله عليه وسلّم، ثم عمر هو الذي يضاف إليه في الحديث غرز النقيع، وفي حديث آخر: يقدح لهنّ من النقيع، وحمى النقيع على عشرين فرسخا، كذا في كتاب عياض، ومساحته ميل في بريد وفيه شجر يستجمّ حتى يغيب الراكب فيه، واختلف الرواه في ضبطه فمنهم من قيده بالنون منهم النسفي وأبو ذر القابسي وكذلك قيّد في مسلم عن الصدفي وغيره وكذلك لابن ماهان وكذا ذكره الهروي والخطابي، قال الخطابي: وقد صحّفه بعض أصحاب الحديث بالباء وإنما الذي بالباء مدفن أهل المدينة، قال: ووقع في كتاب الأصيلي بالفاء مع النون وهو تصحيف وإنما هو بالنون والقاف، قال: وقال أبو عبيد البكري هو بالباء والقاف مثل بقيع الغرقد، قال المؤلف:
وحكى السهيلي عن أبي عبيد البكري بخلاف ما حكاه عنه عياض، قال السهيلي في حديث النبي، صلّى الله عليه وسلّم، انه حمى غرز النقيع، قال الخطابي: النقيع القاع، والغرز: نبت شبه النّمّام، بالنون، وفي روايه ابن إسحاق مرفوعا إلى أبي أمامه: أن أول جمعه جمعت بالمدينة في هزم بني بياضه في بقيع يقال له بقيع الخضمات، قال المؤلف: هكذا المشهور في جميع الروايات، وقد ذكر ابن هشام هزم بني النبيت، وسأذكره في هزم إن شاء الله مستوفى، قال السهيلي:
وجدته في نسخه شيخ أبي بحر بالباء وكذا وجدته في روايه يونس عن ابن إسحاق قال: وذكر أبو عبيد البكري في كتاب معجم ما استعجم من أسماء البقيع أنه نقيع، بالنون، ذكر ذلك بالنون والقاف، وأما النفيع بالفاء فهو أقرب إلى المدينة منه بكثير، وقد ذكرته أنا في موضعه، هكذا نقل هذان الإمامان عن أبي عبيد البكري إلا أن يكون أبو عبيد جعل الموضع الذي حماه النبي، صلّى الله عليه وسلّم، وهو حمى غرز البقيع، بالباء، فغلط، والله أعلم به، على أن القاضي عياضا والسهيلي لم أر هما فرقا بينهما ولا جعلاهما موضعين وهما موضعان لا شك فيهما، إن شاء الله، وروي عن أبي مراوح: نزل النبي، صلّى الله عليه وسلّم، بالنقيع على مقمّل فصلّى وصليت معه وقال: حمى النقيع نعم مرتع الأفراس يحمى لهنّ ويجاهد بهنّ في سبيل الله، وقال عبد الرحمن بن حسان في قاع النقيع:
وقال محمد بن الهيصم المري: سمعت مشيخه مزينه يقولون: صدر العقيق ماء دفع في النقيع من قدس ما قبل من الحرّه وما دبر من النقيع وثنيّه عمق ويصب في الفرع، وما قبل الحرّه الذي يدفع في العقيق يقال لها بطاويح كلها أوديه في المدينة تصب في العقيق، وقال عبيد الله بن قيس الرقيّات: 
وقال أبو صخر الهذلي: 
»

### عبد المؤمن البغدادي
قال عبد المومن البغدادي
«بالفتح، ثم الكسر، و ياء ساكنة، و عين مهملة. نقيع الخضمات: موضع حماه عمر بن الخطاب رضى اللّه عنه لخيول المسلمين، و هو من أودية الحجاز، يدفع سيله إلى المدينة.»

### الحمیري
قال الحمیري
«(بالقاف المنقوطة من فوق)، موضع تلقاء المدينة النبوية شرّفها اللّه تعالى، و بينه و بين مكّة ثلاث مراحل، و كان عمر رضي اللّه عنه حماه.»

### السمهودي
قال الإمام السمهودي
«النقيع (بالفتح ثم الكسر وسكون المثناة تحت وعين مهملة)، تقدم في حمى النقيع.»

### الحسینی الحنبلی
قال عبدالرحمن بن ابراهیم الحسینى الحنبلى
«نقیع إثنان، نقیع الخضمات حماه عمر رضی الله عنه لخیل المسلمين، و موضع حماه المصطفى صلى الله عليه و سلم لخیله على عشرین میلا، و قیل فرسخا من المدینة و هو غیر الأول.»

### البلادي الحربي
قال عاتق البلادي
«نقيع (فعيلٌ من النّقع): قال ابن إسحاق، يذكر عودة رسول اللّه صلّى اللّه عليه وسلّم من غزوة بني المصطلق: وسلك الحجاز حتّى نزل على ماءٍ بالحجاز فويق النّقيع، يقال له:بقعاء.
قلت: النّقيع: وادٍ فحلٌ من أودية الحجاز، يقع جنوب المدينة، يسيل من الحرار الّتي يسيل منها وادي الفرع، ثمّ يتّجه شمالًا جاعلًا جبال قدسٍ على يساره، ويأخذ كلّ مياهها الشّرقيّة، وهو الّذي حماه رسول اللّه للخيل. يسمّى الوادي النّقيع إلى أن يقبل على بئر الماشي - 38 كيلًا جنوب المدينة - ثمّ يسمّى عقيق الحسا، إلى ذي الحليفة، ثمّ عقيق المدينة حتّى يدفع في إضمٍ في مجمع الأسيال. فأوّل النّقيع ممّا يلي المدينة يبعد عنها قرابة (40) كيلًا، جنوبًا على طريق الفرع، وأقصاه على قرابة (120) كيلًا قرب الفرع.»